# Lamprocryptus pallidipalpis
Lamprocryptus pallidipalpis là một loài tò vò trong họ Ichneumonidae.